# Can Riquer
Can Riquer és una masia del municipi de Vilobí d'Onyar (Selva) que ha sofert importants reformes modernes que han incidit en la seva estructura, tot i que mostra clarament la part originària de la façana, que revela l'antiguitat de la construcció. Aquest mas és citat en temps de les guerres remences. Forma part de l'Inventari del Patrimoni Arquitectònic de Catalunya.

## Descripció
És un edifici de planta rectangular molt allargada, dues plantes i vessants a façana amb cornisa catalana. El portal és d'arc de mig punt amb grans dovelles. A la planta superior hi ha dues interessants finestres geminades, amb columneta central i capitells esculturats. La finestra de l'esquerra és d'arcs de mig punt i el capitell mostra decoració de tipus vegetal. La de la dreta presenta arcs trebolats d'estil gòtic, un capitell similar a l'anterior i les impostes decorades amb motius florals. Hi ha una altra obertura antiga quadrangular amb llinda monolítica decorada amb motiu de fulla de roure. També trobem obertures en pedra que no són originals. El parament és arrebossat i pintat de blanc i mostra un rellotge de sol pintat d'estil barroc popular. A banda i banda de la casa hi ha adossades dependències de treball i una mica més lluny, al costat dret, hi ha els coberts nous que allotgen el bestiar.